# Isotima rufithorax
Isotima rufithorax är en stekelart som först beskrevs av Szepligeti 1910.  Isotima rufithorax ingår i släktet Isotima och familjen brokparasitsteklar. Inga underarter finns listade i Catalogue of Life.